# João Vitorino Mealha
João Vitorino Mealha, também conhecido como Dr. João Vitorino Mealha ou Mestre João Vitorino Mealha (Silves, 1875 – Lisboa, Janeiro de 1946) foi um advogado e político português.

## Biografia
Nasceu em 5 de Setembro[carece de fontes?] de 1875 em Silves, sendo descendente de José Joaquim de Sousa Reis, comandante militar da Guerra Civil Portuguesa, mais conhecido como Remexido.
Formado em Direito pela Faculdade de Direito da Universidade de Coimbra, exerceu como Advogado na comarca de Lisboa.
Também foi Deputado do Reino de Portugal por Silves, Governador Civil do Distrito de Faro entre 30 de Maio e 30 de Outubro de 1921, e Secretário do Governo Civil do Distrito de Setúbal. 
Foi uma figura destacada em Silves, onde foi presidente da Câmara Municipal, tendo sido responsável pela construção do edifício dos Paços do Concelho, nos finais do século XIX. Também foi director do periódico "O Silvense". Pertenceu igualmente à Maçonaria.
Faleceu em Janeiro de 1946, na cidade de Lisboa, onde residia. O seu funeral teve lugar no dia 18 de Janeiro.
O seu nome foi colocado numa Rua de Portimão. Encontra-se retratado num quadro em cortiça, exposto no Museu Dr. José Formosinho, em Lagos.
Casou com Maria Julieta da Guerra Formosinho. A sua filha Maria da Conceição Formosinho Mealha (1912 - ?) casou a 8 de Agosto de 1931 com Manuel Alfredo de Macedo Tito de Morais (Lisboa, 28 de Junho de 1910 — Odivelas, 14 de Dezembro de 1999). Teve também um filho, José Formosinho Mealha.